# Les Penyes (Capçanes)
Les Penyes és una serra situada al municipis de Capçanes, a la comarca del Priorat i el de Tivissa, a la comarca de la Ribera d'Ebre, amb una elevació màxima de 669 metres.